# Orange Warsaw Open

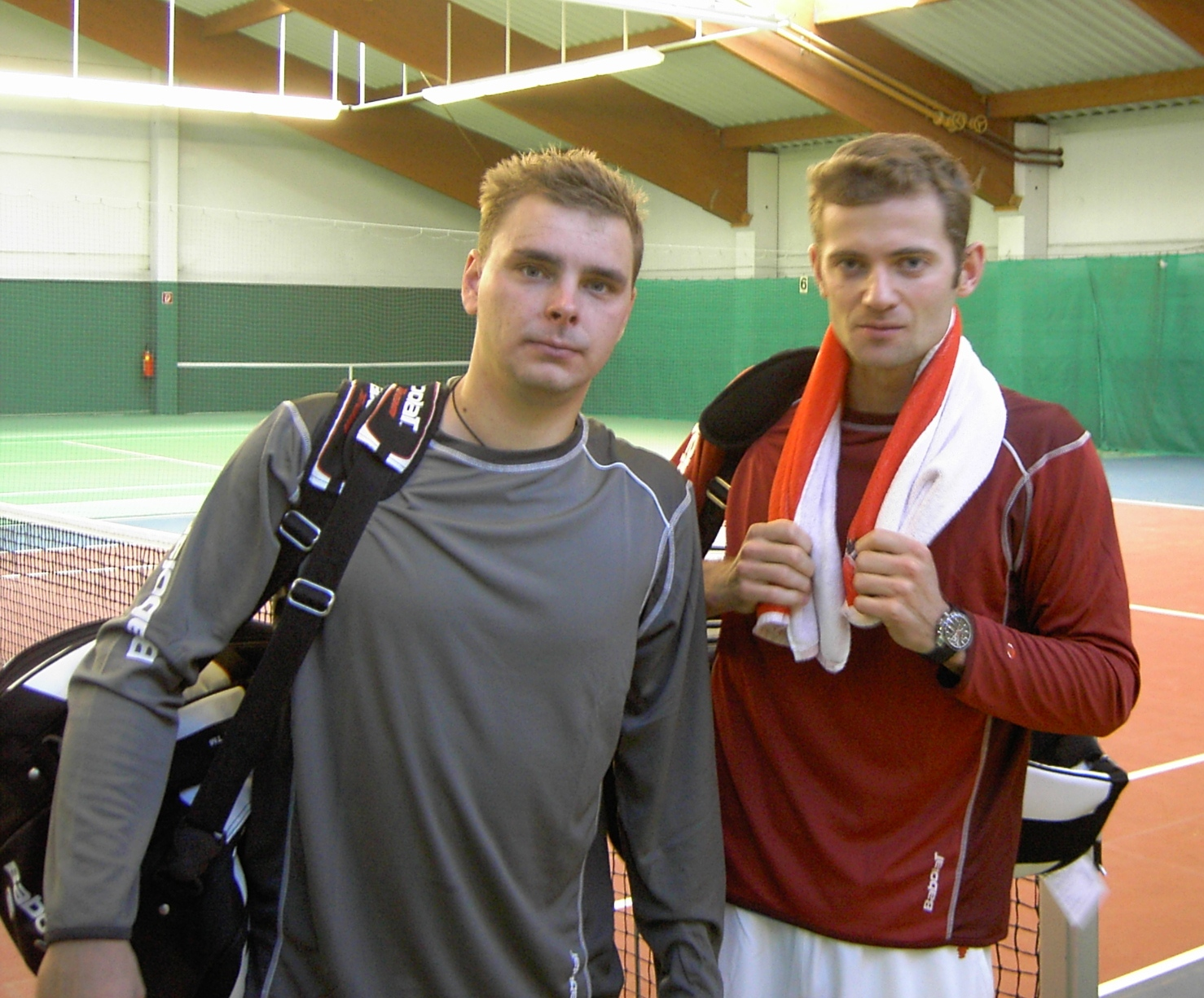
4-разові чемпіони чоловічих парних змагань — поляки Маріуш Фирстенберг і Марцін Матковський.

Orange Warsaw Open — скасований міжнародний тенісний турнір серед жінок і чоловіків. Від 2008 року проводився на ґрунтових кортах кортах спортивного клубу Warszawianka у Варшаві. У 2008 році було вперше проведено об'єднаний турнір ATP та WTA турів.
Історія турніру розпочалася в 1992 році, коли уперше турнір проведений у Сопоті з призовим фондом у 25 000 доларів США. Перші турніри проходили під егідою жіночого туру ITF. Першою переможницею на кортах «Спортивного клубу „Сопот“» стала чеська тенісистка Радка Бобкова. У період з 1993 по 1997 рік призовий фонд становив 75 000 доларів. 1998 року тенісний турнір уперше з'явився в календарі Жіночої тенісної асоціації — WTA туру. Призовий фонд становив 107 500 доларів. Після 2004 року турнір скасовано, через фінансові складнощі компанії Prokom (генерального спонсора турніру).
Від 2001 року турнір також з'явився у чоловічому професійному календарі. Організатори викупили змагання в Сан-Марино ліцензію турніру ATP. 2008 року турнір переїхав до Варшави, 2009-го його скасували.

### Переможці та фіналісти
Одиночне змагання серед чоловіків двічі підкорялося іспанцеві Томмі Робредо і росіянину Миколі Давиденку. Понад один раз у фіналі також грав аргентинець Хосе Акасусо і німець Флоріан Маєр. У жінок ніхто не зміг виграти турнір більш як один раз, а Катаріні Студеніковій і Денисі Хладковій вдавалося не лише перемагати, а й програвати у вирішальному матчі. Представник Польщі лише раз грав у фіналі одиночних змагань - Магдалена Гжибовська виграла жіночий турнір-1997.
Лідерами чоловічих парних змагань є дві пари - Маріуш Фирстенберг / Марцин Матковський і Леош Фрідл / Франтішек Чермак - які взяли сім з восьми титулів. Єдиний спільний фінал виграли поляки. Також чотири рази грав у вирішальних матчах аргентинець Себастьян Прієто, але щоразу йшов з корту переможеним. У жіночому парному розряді турнір підкорявся по два рази відразу чотирьом тенісисткам, але лише Паола Суарес виграла обидва титули в період змагання WTA.

## Фінали

### Чоловіки. Одиночний розряд
| Місце   | Рік  | Чемпіони         | Фіналісти       | Рахунок            |
| ------- | ---- | ---------------- | --------------- | ------------------ |
| Варшава | 2008 | Микола Давиденко | Томмі Робредо   | 6–3, 6–3           |
| Сопот   | 2007 | Томмі Робредо    | Хосе Акасусо    | 7–5, 6–0           |
| Сопот   | 2006 | Микола Давиденко | Флоріан Маєр    | 7–6(7–5), 5–7, 6–4 |
| Сопот   | 2005 | Гаель Монфіс     | Флоріан Маєр    | 7–6(8–6), 4–6, 7–5 |
| Сопот   | 2004 | Рафаель Надаль   | Хосе Акасусо    | 6–3, 6–4           |
| Сопот   | 2003 | Гільєрмо Кор'я   | Давид Феррер    | 7–5, 6–1           |
| Сопот   | 2002 | Хосе Акасусо     | Франко Скілларі | 2–6, 6–1, 6–3      |
| Сопот   | 2001 | Томмі Робредо    | Альберт Портас  | 1–6, 7–5, 7–6(7–2) |

### Парний розряд. Чоловіки
| Місце   | Рік  | Чемпіони                              | Фіналісти                            | Рахунок            |
| ------- | ---- | ------------------------------------- | ------------------------------------ | ------------------ |
| Варшава | 2008 | Маріуш Фирстенберг Марцін Матковський | Микола Давиденко Щукін Юрій Іванович | 6–0, 3–6, [10–4]   |
| Сопот   | 2007 | Маріуш Фирстенберг Марцін Матковський | Мартін Гарсія Себастьян Прієто       | 6–1, 6–1           |
| Сопот   | 2006 | Франтішек Чермак Леош Фридль          | Мартін Гарсія Себастьян Прієто       | 6–3, 7–5           |
| Сопот   | 2005 | Маріуш Фирстенберг Марцін Матковський | Лукас Арнольд Кер Себастьян Прієто   | 7–6(9–7), 6–4      |
| Сопот   | 2004 | Франтішек Чермак Леош Фридль          | Мартін Гарсія Себастьян Прієто       | 2–6, 6–2, 6–3      |
| Сопот   | 2003 | Маріуш Фирстенберг Марцін Матковський | Франтішек Чермак Леош Фридль         | 6–4, 6–7(7–9), 6–3 |
| Сопот   | 2002 | Франтішек Чермак Леош Фридль          | Джефф Кутзе Натан Гілі               | 7–5, 7–5           |
| Сопот   | 2001 | Пол Генлі Натан Гілі                  | Іраклій Лабадзе Аттіла Шавольт       | 7–6(12–10), 6–2    |

### Одиночний розряд. Жінки
| Місце | Рік  | Чемпіонки        | Фіналістки       | Рахунок          |
| ----- | ---- | ---------------- | ---------------- | ---------------- |
| Сопот | 2004 | Флавія Пеннетта  | Клара Закопалова | 7–5, 3–6, 6–3    |
| Сопот | 2003 | Анна Смашнова    | Клара Закопалова | 6–2, 6–0         |
| Сопот | 2002 | Дінара Сафіна    | Генрієта Надьова | 6–3, 4–0 знялася |
| Сопот | 2001 | Кристина Торренс | Гала Леон Гарсія | 6–2, 6–2         |
| Сопот | 2000 | Анке Губер       | Гала Леон Гарсія | 7–6, 6–3         |
| Сопот | 1999 | Кончіта Мартінес | Каріна Габшудова | 6–1, 6–1         |
| Сопот | 1998 | Генрієта Надьова | Елена Вагнер     | 6–3, 5–7, 6–1    |

### Парний розряд. Жінки
| Місце | Рік  | Чемпіонки                                | Фіналістки                            | Рахунок  |
| ----- | ---- | ---------------------------------------- | ------------------------------------- | -------- |
| Сопот | 2004 | Нурія Льягостера Вівес Марта Марреро     | Клаудія Янс Аліція Росольська         | 6–4, 6–3 |
| Сопот | 2003 | Тетяна Перебийніс Сільвія Талая          | Марет Ані Лібуше Прушова              | 6–4, 6–2 |
| Сопот | 2002 | Світлана Кузнецова Аранча Санчес Вікаріо | Євгенія Куликовська Катерина Сисоєва  | 6–2, 6–2 |
| Сопот | 2001 | Йоаннетта Крюгер Франческа Ск'явоне      | Юлія Бейгельзимер Анастасія Родіонова | 6–4, 6–0 |
| Сопот | 2000 | Вірхінія Руано Паскуаль Паола Суарес     | Оса Свенссон Ріта Гранде              | 7–5, 6–1 |
| Сопот | 1999 | Лаура Монтальво Паола Суарес             | Гала Леон Гарсія Марія Санчес Лоренсо | 6–4, 6–3 |
| Сопот | 1998 | Квета Пешке Гелена Вілдова               | Оса Свенссон Седа Норландер           | 6–3, 6–2 |